# Kagaku Murakami
Kagaku Murakami (村上華岳?; Osaka, 3 luglio 1888 – Hanakuma, 11 novembre 1939) è stato un pittore e illustratore giapponese attivo all’inizio del XX secolo e conosciuto principalmente per le sue opere in stile nihonga  e per quelle a soggetto buddista.

## Biografia[1]
Nato a Osaka, Kagaku Murakami era il suo pseudonimo d’arte; il suo nome all’anagrafe era Takeda Shinichi. 
I genitori divorziarono che era ancora un bambino e fu cresciuto a Kōbe, assumendo il cognome del nonno materno. 
Nel 1903, si iscrisse alla Scuola d’Arte e Artigianato di Kyoto dove studiò con Takeuchi Seihō e ottenne il diploma nel 1907;  successivamente all’Accademia d’arte di Kyoto (oggi Università delle Arti di Kyoto) laureandosi nel 1913.
Una sua opera fu esposta alla quinta edizione del Bunten nel 1911 e nel 1916 vinse una menzione alla decima edizione del Bunten per un’opera a soggetto buddista. Nello stesso anno entra come monaco laico al tempio Kōdai-ji di Kyoto.
Nel 1918 con Tsuchida Bakusen, Ono Chikkyō e altri giovani artisti del movimento nihonga dell’area di Kyoto, fonda la Kokuga Sosaku Kyokai   画創作協会 ( ?) (Associazione per la creazione dello stile nazionale in pittura). Lo scopo dell’associazione era quello di rivitalizzare il movimento nihonga percepito dal gruppo di artisti come ormai statico. I soci si proponevano di realizzare una sintesi tra le tecniche e gli stili della tradizione giapponese quali lo Yamato-e, l’ukiyo-e e la Scuola Maruyama Shijō con tecniche e principi dell’arte occidentale, mantenendo però fede ai soggetti dell’arte tradizionale giapponese. L’associazione  Kokuga Sosaku Kyokai  organizzava delle proprie mostre (Kokuten) alle quali esponevano gli artisti soci.
Nel 1923, a seguito del peggioramento dell’asma, di cui Murakami soffriva da tempo, lasciò Kyoto per stabilirsi a Ashiya, ritirandosi gradualmente dai circoli artistici. Continuò a dipingere temi religiosi.
Nel 1927, ritornò a vivere a Kobe,  dove Murakami trascorse gli ultimi anni della sua vita.

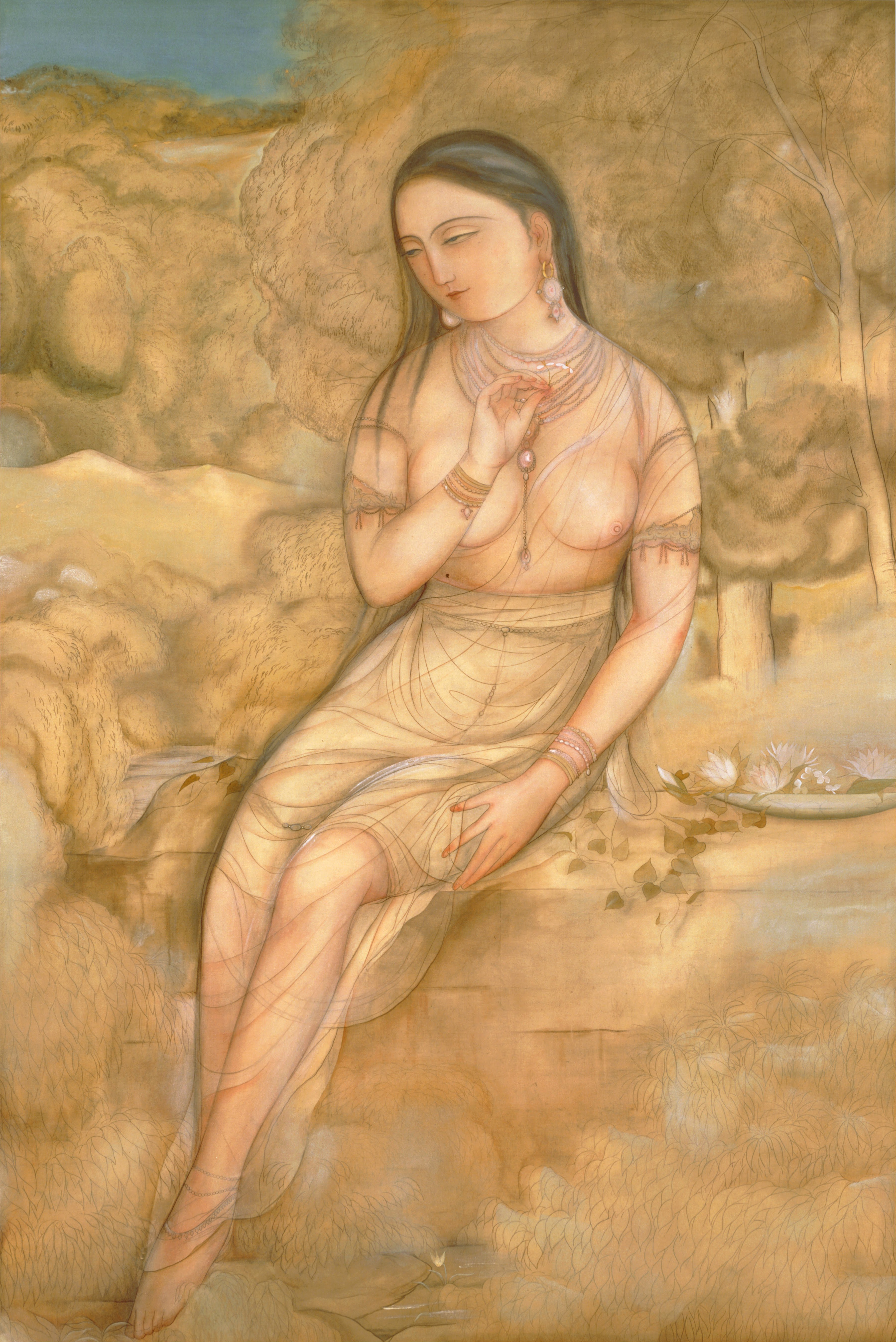
Nudo femminile, pittura a olio – 1920 – Museo d’arte di Yamatane

Morì nel 1939.

## Temi e opere principali
Le opere della giovinezza sono indirizzate al realismo e prevalentemente monocromatiche con utilizzo dell’inchiostro di china secondo la tradizione. Il paesaggio, la natura e soprattutto gli animali sono soggetti ricorrenti. Fondamentale per il suo profilo artistico furono lo studio e la riproduzione dei classici della Scuola Maruyama Shijō e della pittura Nanga nonché la sperimentazione delle tecniche dell’arte europea, in particolare della pittura a olio e della ombreggiatura.
La propensione per l’arte a tema buddista si rivela fin dagli anni degli studi durante i quali si impegna nella riproduzione delle pittura murali del tempio Hōryū-ji di Nara. I soggetti di contenuto buddista sono poi presenti per tutto il corso della sua attività pittorica e costituiscono il tema prevalente. 
Nel 1920, alla terza mostra del Kokuten, Murakami espose il ritratto di un nudo femminile realizzato in uno stile che richiama la pittura indiana. Quest’opera nel 2014 è stata designata Bene culturale importante del Giappone.
È incerto che il soggetto del nudo rappresenti un bodhisattva oppure semplicemente una donna, e altrettanto risulta difficile definire lo stile che va oltre sia i canoni del  nihonga sia dello yōga; nell’insieme il quadro, realizzato in pittura a olio quindi con tecnica occidentale, si ispira nella figura della donna alla scultura indiana mentre il paesaggio dello sfondo richiama gli sfondi dei paesaggistici dei ritratti e dei nudi europei.

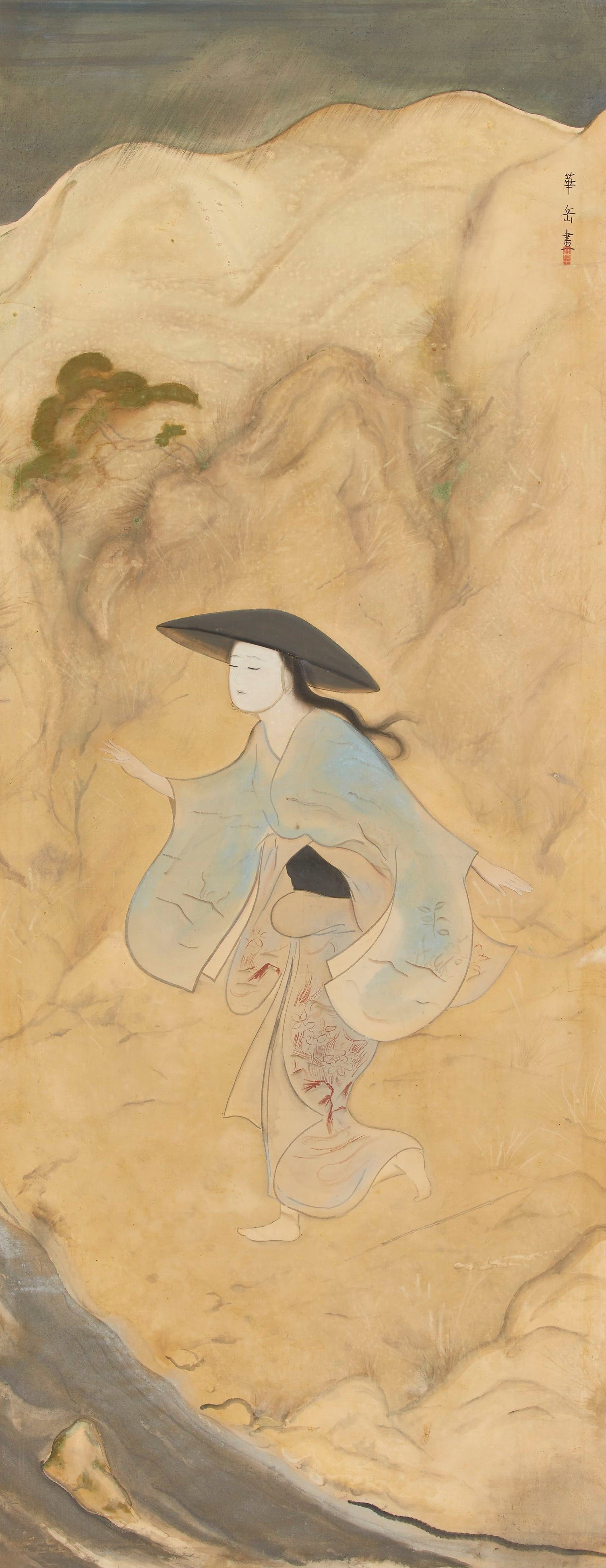
Kiyohime attraversa il fiume Hidaka, 1919 - Inchiostro e pigmenti su seta - Museo nazionale d'arte moderna di Tokyo

Un’ulteriore opera di Murakami è presente nella lista dei Beni di importanza culturale del Giappone: Kiyohime attraversa il fiume Hidaka; fu esposta alla mostra dell’associazione nel 1919 ed è oggi conservata al Museo nazionale d'arte moderna di Tokyo. È di argomento mitologico, ed è considerata una delle sue opere più rappresentative.
Negli ultimi anni della sua vita, poiché le sue condizioni di salute peggioravano costantemente,  si dedicò a pitture sempre di minori dimensioni e anche l'aspetto coloristico si fa via via più tenue finché gli ultimi lavori si fecero quasi monocromatici.